# Скотаренко, Александр Алексеевич
Алекса́ндр Алексеевич Скотаре́нко (27 июля 1956, Кежма, Иркутская область — 1 июля 2021) — советский и российский футболист, вратарь, футбольный тренер, агент. Мастер спорта СССР.

## Карьера
Выпускник групп подготовки ростовского СКА, первый тренер — В. А. Киктев. Выступал за «Торпедо» (Таганрог), СКА (Львов), СКА (Ростов-на-Дону), «Ротор», «Ростсельмаш».
В составе львовского СКА был двукратным победителем чемпионата Вооруженных сил СССР. В 1983 году, выступая за ростовский СКА, был признан лучшим вратарём РСФСР. В 1984 году сыграл за ростовский СКА 11 матчей в высшей лиге СССР.
Выпускник факультета физвоспитания Ростовского пединститута.
В первой половине 1993 года работал главным тренером таганрогского «Торпедо». Позднее работал футбольным агентом, имеет статус агента ФИФА, также был вице-президентом ФК «Батайск».
Умер 1 июля 2021 года.

## Достижения
- Серебряный призёр первой лиги СССР: 1983.